# 新西兰社会主义统一党
新西兰社会主义统一党是新西兰历史上的一个共产主义政党。在1960年代初的中苏论战中，新西兰共产党选择支持中国共产党。1966年，新西兰共产党中的亲苏派脱党另立新西兰社会主义统一党。1990年，部分成员脱党另立奥特亚罗瓦社会党。